# Juary
Juary Jorge dos Santos Filho (São João de Meriti, 16 de junho de 1959), é um ex-futebolista brasileiro que atuava como atacante.
Fez sucesso nos anos 70 e 80, principalmente pelas equipes do Santos Futebol Clube, onde foi um dos "Meninos da Vila", e do time português Futebol Clube do Porto, onde marcou o gol do título da Liga dos Campeões da UEFA de 1987.
Sua posição era a de centroavante e apesar da pouca estatura, compensava com muita velocidade e poder de finalização impressionante.

## História

### Brilhando no Santos FC
Passou pelas categorias inferiores da Pavunense FC, antes de jogar nas equipes juvenis do Santos FC aos 14 anos de idade. Chegou jovem, com o sonho de jogar no "time de Pelé". Infelizmente, nessa época o clube passava por uma das piores crises técnicas da sua história, não tendo conseguido se classificar entre as 12 equipes que disptaram o segundo turno do Campeonato Paulista de Futebol de 1976. Fez sua primeira partida no amistoso no dia 27 de maio de 1976, na derrota por 3 a 0 diante da equipe do Volta Redonda no estádio Raulino de Oliveira.
No Campeonato Brasileiro de Futebol de 1976 houve uma melhora com a chegada de Aílton Lira, mas uma derrota para o Internacional por 3x1, de virada, com o Morumbi lotado de santistas, mostraria que o time ainda não era competitivo. Foi o último campeonato que fez um dos remanescentes da Era Pelé, o ponta-esquerda Edu que deixaria o clube em seguida.
O Campeonato Paulista de 1977 apresentara poucas melhoras, mas Juary teve a sua primeira grande chance quando naquele mesmo ano o Santos foi convidado a disputar o torneio Copa Cidade de São Paulo, do qual participariam a SE Palmeiras, o Corinthians e o Atlético de Madrid. Ao eliminar o arquirrival do Parque São Jorge, o Santos fez a final com o Atlético de Madrid. O zagueiro do time espanhol era Luís Pereira, titular da seleção brasileira da Copa de 1974 e considerado um dos maiores jogadores da posição da história do futebol brasileiro. Nessa partida, porém, diante de uma imensa torcida santista, o zagueiro vacilou na frente de Juary e viu o rápido garoto tomar-lhe a bola e fazer o primeiro gol da partida. O Santos não ficou com o título, mas no dia seguinte os jornais estampavam imensas manchetes que destacavam a "brincadeira" do grande Luís Pereira e o atrevimento daquele "menino" que não se impressionara com a fama do craque.
Em 1978, ao novamente ser eliminado no Campeonato Brasileiro de Futebol de 1978, num jogo com o Londrina no Pacaembu (derrota de 2x1), o time passaria o período de parada pela Copa do Mundo de 1978 e se rearmaria graças ao trabalho do treinador Chico Formiga, que finalizaria o time dos "Meninos da Vila" promovendo o garoto Pita dos juvenis, para jogar ao lado de Clodoaldo e Aílton Lira no meio-de-campo. Após realizar alguns amistosos preparatórios no qual ficaria claro a qualidade do time, estreou no Campeonato Paulista de Futebol de 1978 contra o Corinthians. Esse time não dava sorte para Juary, que nunca conseguiu marcar gols contra ele, porém a exibição santista foi primorosa e vencia com um gol de Pita até que numa jogada isolada o centroavante Geraldo Manteiga conseguiu empatar, já nas proximidades do final da partida. Mas a consolidação do time viria algumas rodadas depois no clássico contra o São Paulo FC. O time do Morumbi tinha uma formação experiente, campeã brasileiro em 1977, mas seus jogadores eram pesados e gostavam de um jogo truncado, bem ao estilo de um dos líderes do time, o famoso volante Chicão (que jogou a Copa do Mundo de 1978 no lugar de Falcão) e do técnico Minelli. Essas características não se mostraram adequadas para enfrentar a garotada santista, que acabou vencendo a partida por 3x1, com dois gols de Juary. A excelente campanha levou o Santos a disputar a final do 1º Turno com o Corinthians, mas dessa vez os santistas não obtiveram sucesso, sendo derrotados por 1x0, num jogo que ficou marcado pela fúria de Clodoaldo, que foi expulso, e transtornado, destruiu a porta do vestiário do estádio a pontapés.
Mas o campeonato daquele ano seria longo e ao final de 3 turnos, o Santos chegaria à semifinal contra o Guarani, outra dos times que sofreram bastante com os meninos. E o resultado não foi diferente, com o Santos vencendo por 3 a 1, com outro show da garotada. O otimismo pelo título ficou evidente quando na outra semifinal o São Paulo derrotaria o Palmeiras e se classificaria para disputar a final com o Santos. Mas a disputa acabou se mostrando difícil. Depois de uma vitória no primeiro jogo por 2x1, com gols de Pita e Juary, o Santos não conseguiria confirmar o título no segundo jogo, empatando por 1 x 1, com um time cheio de reservas. A terceira partida não contou com nenhum do trio de meninos mais famosos (Juary, Pita e João Paulo) e também não tinha Aílton Lira e Clodoaldo. No gol estava o goleiro Flávio, que substituirá Vítor já há algum tempo. No tempo normal o Santos acabou derrotado por 2x0, mas segurou o empate sem gols na prorrogação e se tornou campeão, o primeiro título após a Era Pelé. Juary foi o artilheiro do campeonato, com 29 gols.
A ótima campanha ainda faria com que o Santos voltasse a ter jogadores convocados para Seleção Brasileira, sendo que Nílton Batata e Juary jogaram algumas partidas. Juary foi convocado para a Copa América de 1979.
Depois desse momento de glória, os Meninos da Vila não conseguiram se firmar nacionalmente, pois na época os times rivais como o Corinthians, que lançou Sócrates, ou de outros estados como as excelentes equipes do Flamengo, de Zico, Vasco da Gama, de Roberto Dinamite, e SC Internacional, de Falcão, davam poucas chances aos adversários.
Também nos Campeonatos Paulistas seguintes as campanhas foram irregulares, com um breve momento de vitórias seguidas sob o comando de Pepe, que lançou o último dos Meninos da Vila, o franzino Rubens Feijão. Mas a falta de títulos foi fatal e, em 1980, o Santos vendeu Juary para o futebol mexicano, sob a desculpa de que ele "não fazia gols no Corinthians". Pita e João Paulo ficariam por mais tempo, mas acabariam saindo do clube após a perda do título brasileiro de 1983 para o Flamengo.

### Exterior
Após atuar alguns meses pela Tecos Fútbol Club, se transferiu em 1980 para o Avellino, sendo um dos primeiros brasileiros na Itália. Logo em sua estreia, marcou um gol contra o Catania pela Coppa Itália. Marcou 5 gols em seu primeiro ano no clube e 8 na segunda temporada, quando foi o artilheiro do time.
Fez a temporada 82/83 pela Inter de Milão, atuando ao lado de seis campeões mundiais pela Itália, onde não obteve tanto sucesso, atuando em 36 partidas e marcando 4 gols.
Na temporada de 83/84, jogou por empréstimo pelo Ascoli, fazendo uma boa temporada, onde anotou 10 gols.
Foi rebaixado com a Cremonese na temporada 84/85. Pelo clube, fez apenas dois gols em 19 partidas pela Serie A.
Se transferiria para o FC Porto, onde em três anos ganharia cinco títulos, sendo campeão da Copa dos Campeões 1987, ao lado do famoso jogador argelino Madjer, marcando gol na final.

### Volta ao Brasil
Depois de oito anos no exterior, voltou ao Brasil para atuar na Portuguesa de Desportos por empréstimo em abril de 1988. Atuando apenas no Campeonato Paulista, fez 3 gols e depois de três meses voltou ao FC Porto.
No final de carreira, voltaria ao Santos, mas sem conseguir restaurar o brilho do passado. Sua última partida no Santos FC aconteceu no dia 11 de novembro de 1989, diante do São Paulo no Morumbi em partida do Campeonato Brasileiro. No total, jogou 231 partidas e marcou 101 gols pelo clube.
Terminaria a carreira de excelente jogador no Moto Club, do Maranhão.
Foi técnico das categorias de base do Santos, no sub-13, em 2017.

### Seleção Brasileira
Em dois jogos que participou, não marcou gols: em 2 de agosto de 1979 num amistoso contra a Argentina; e 26 de julho de 1979 contra a Bolívia pelas Eliminatórias para a Copa do Mundo de 1982.

## Títulos
Santos FC
- Campeonato Paulista: 1978
- Torneio Triangular León/México: 1977[27]

FC Porto
- Primeira Divisão: 1985–86, 1987–88
- Taça de Portugal: 1987–88
- European Cup: 1986–87
- European Super Cup: 1987
- Intercontinental Cup: 1987